# Stephen Mcloughlin
Stephen Mcloughlin, född 9 juli 1964 i Brisbane, är en australisk professor, vetenskapsförfattare och curator på Naturhistoriska riksmuseet.
Mcloughlin är ansvarig för de paleozoiska och mesozoiska växtfossilsamlingarna vid institutionen för paleobiologi. Han är handledare för gästforskare, studenter och postdoktorer som arbetar med paleozoisk och mesozoisk paleobotanik. Han är medansvarig för förvaltningen av avdelningens lapidära och fotografiska laboratorier och underhållet av DiVAs publikationsdatabas.
Stephen Mcloughlins forskning stöds av Vetenskapsrådet och av National Science Foundation (USA).